# 匙吻鱘
匙吻鲟（学名：Polyodon spathula；英语：American paddlefish），又名美国匙吻鲟、鴨嘴鱘、及密西西比河匙吻鲟，是匙吻鲟科匙吻鲟属的唯一一种，也是该科现存的唯一一种。生活在密西西比河缓慢流动水域，但似乎已经在伊利湖及其支流灭绝。
匙吻鲟的名字和学名来自其独特的吻突，呈扁平桨状，特别长。匙吻鲟被认为使用其桨型吻里的感应器检测猎物，以及在迁徙到产卵地时用以导航。匙吻鲟主要以浮游动物，也以甲壳类和双壳类生物为食，幼年时期以掠食为主，在食物缺乏时亦伴随有同类相残的情况。匙吻鲟在野外较为稀少，但作为水产已成功地得到人工繁殖。

## 特征
它是北美的大型淡水鱼之一 ，平均长1.5米（4.9英尺），重27（60磅），寿命可超过30年，但大部分一般只能活到14到18岁。它们的寿命可以通过其牙齿得知，由此一些科学家推算它们甚至可以活到60年以上。

### 引用
1. ↑  Grady, J. (U.S. Fish & Wildlife Service). . The IUCN Red List of Threatened Species. 2019: e.T17938A174780447  [August 17, 2020].
2. ↑  Froese, R.; Pauly, D. . FishBase version (02/2017). 2017  [May 18, 2017]. （原始内容存档于2017-08-24）.
3. ↑   (PDF). Deeplyfish- fishes of the world.   [May 18, 2017]. （原始内容存档 (PDF)于2017-08-24）.
4. ↑  Cecil A. Jennings; Steven J. Zigler. Craig P. Paukert; George D. Scholten , 编.  (PDF) 66. American Fisheries Society. 2009: 1–22  [June 18, 2014]. ISBN 978-1-934874-12-7. （原始内容 (PDF)存档于2014-07-14）. |journal=被忽略 (帮助); |issue=被忽略 (帮助)
5. ↑  . World Wildlife Federation.   [June 19, 2014]. （原始内容存档于2014-07-23）.
6. ↑  D.L. Scarnechhia; Brad Schmitz. . Species of Concern. Montana Chapter of the American Fisheries Society. 2010  [August 28, 2014]. （原始内容存档于2015-09-24）.